# Corhiza scotiae
Corhiza scotiae är en nässeldjursart som först beskrevs av James Cunningham Ritchie 1907.  Corhiza scotiae ingår i släktet Corhiza och familjen Halopterididae. Inga underarter finns listade i Catalogue of Life.